# Juri Dmitrijewitsch Prokoschkin
Juri Dmitrijewitsch Prokoschkin (russisch Юрий Дмитриевич Прокошкин; * 19. Dezember 1929 in Moskau; † 1. März 1997 ebenda) war ein russischer Elementarteilchenphysiker und Hochschullehrer.

## Leben
Prokoschkin, Sohn des Materialwissenschaftlers Dmitri Antonowitsch Prokoschkin, studierte an der physikalisch-technischen Fakultät der Lomonossow-Universität Moskau mit Abschluss 1952. Noch als Student trat er 1951 in das Laboratorium Nr. 2 für Messinstrumente der Akademie der Wissenschaften der UdSSR (AN-SSSR) (das spätere Kurtschatow-Institut) ein als Praktikant bei M. S. Kosodajew. 1953 wechselte auf I. W. Kurtschakows Initiative Kosodajews Gruppe mit Prokoschkin nach Dubna in das Laboratorium für Kernprobleme des Vereinigten Instituts für Kernforschung. Dort begann Prokoschkin seine Arbeit am dortigen Protonen-Synchrozyklotron. Seine Kandidat-Dissertation über die Bildung des neutralen Pions durch Proton-Proton-Reaktionen verteidigte er 1961 so erfolgreich, dass die offiziellen Opponenten A. M. Baldin und I. J. Pomerantschuk gemeinsam mit B. Pontecorvo Prokoschkin sogleich zum Doktor der physikalisch-mathematischen Wissenschaften promovierten. 1962 beobachtete Prokoschkins Gruppe die ersten Beta-Zerfälle des Pions gemäß der Theorie der Schwachen Wechselwirkung. Später untersuchte Carlo Rubbias Gruppe im CERN auch den Pion-Zerfall.
1963 wurde Prokoschkin Leiter der Abteilung für Experimentalphysik im Institut für Hochenergiephysik in Protwino. Er schuf die experimentelle Basis für die Forschungsarbeit des Instituts und entwarf das Untersuchungsprogramm für den seinerzeit größten Teilchenbeschleuniger mit 70 Giga-Elektronenvolt. Er untersuchte weiter den Pion-Zerfall und bestimmte die Zerfallswahrscheinlichkeit. 1965 erhielt Prokoschkin für den experimentellen Nachweis des Beta-Zerfalls des Pions die Kurtschatow-Goldmedaille. Unter seiner Führung wurden neue Experimentiereinrichtungen für on-line-Untersuchungen sowie Tscherenkow-Strahlungsspektrometer und Szintillatoren entwickelt. Trotz der durch den Kalten Krieg bedingten Schwierigkeiten in den 1960er Jahren gelang Prokoschkin die Zusammenarbeit mit dem CERN und Wissenschaftlern in Belgien, Frankreich, Japan und den USA. Die entwickelten großen Spektrometer wurden bei der Suche nach exotischen Mesonen benutzt und auch im CERN eingesetzt. Ebenso fand Prokoschkins Teilchenregistriersystem Anwendung im CERN, im Fermilab und im Brookhaven National Laboratory.
1970 wurde Prokoschkin Korrespondierendes Mitglied der AN-SSSR. Für den Nachweis der Skaleninvarianz erhielt Prokoschkin 1986 den Leninpreis. 1990 wurde er Professor und Wirkliches Mitglied der AN-SSSR, die 1991 die Russische Akademie der Wissenschaften (RAN) wurde. Auch war er Mitglied der Academia Europaea. Viele Jahre war er Mitherausgeber der russischen Zeitschriften Physics of Atomic Nuclei und Uspekhi Fizicheskikh Nauk/Physics-Uspekhi.
In seinen letzten Jahren untersuchte Prokoschkin die Möglichkeiten für den Einsatz von Bleiwolframat-Einkristallen für ein Kalorimeter im Compact Muon Solenoid am Large Hadron Collider des CERN.
Prokoschkin starb an Krebs. Sein Grab befindet sich auf dem Moskauer Friedhof Trojekurowo.

## Ehrungen
- Orden des Roten Banners der Arbeit
- Kurtschatow-Goldmedaille (1965)
- Leninpreis 1986